# Dorfkirche Groß Leuthen

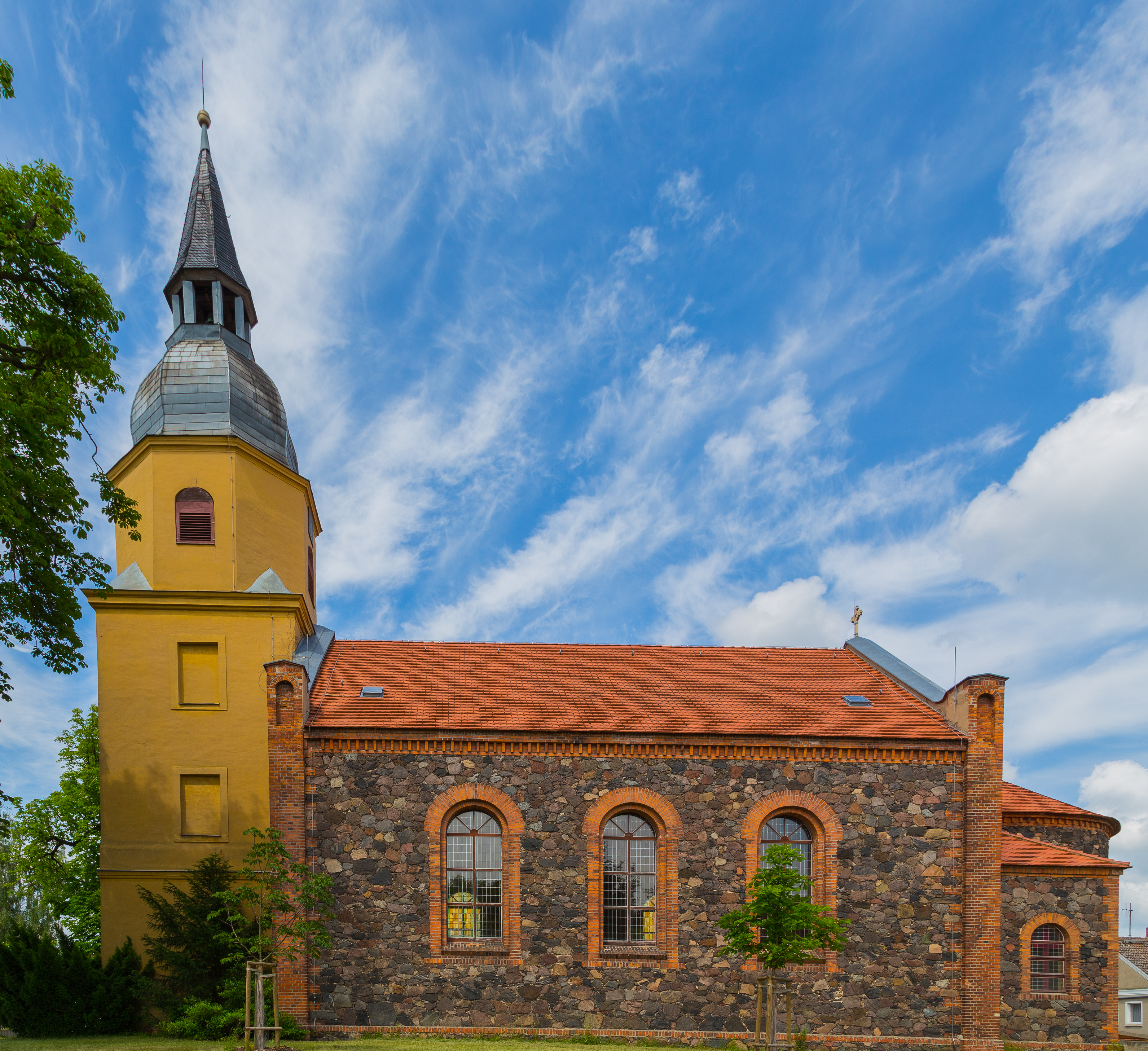
Dorfkirche Groß Leuthen (2014)

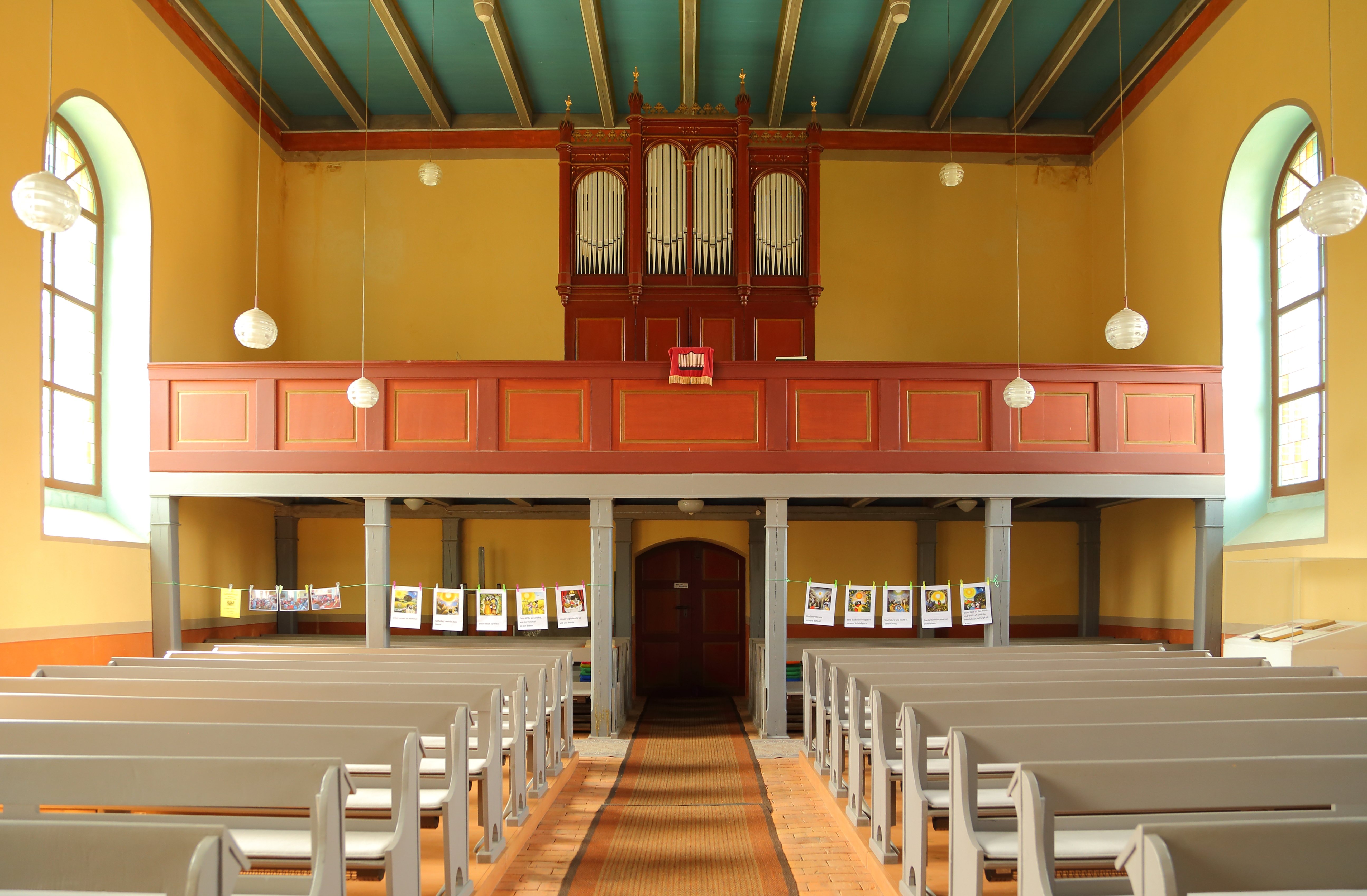
Innenraum mit Orgel (2014)

Die Dorfkirche Groß Leuthen ist das Kirchengebäude in dem Dorf Groß Leuthen im Landkreis Dahme-Spreewald in Brandenburg und steht unter Denkmalschutz. Die Kirche gehört der evangelischen Hoffnungskirchengemeinde Groß Leuthen und Umland im Pfarrsprengel Groß Leuthen-Zaue im Kirchenkreis Niederlausitz und ist Teil der Evangelischen Kirche Berlin-Brandenburg-schlesische Oberlausitz.

## Geschichte
Die ursprüngliche Dorfkirche von Groß Leuthen wurde nach Planungen des Architekten J. C. Freidmeiler gebaut, der Westturm wurde im Jahr 1748 errichtet. Im 19. Jahrhundert gehörte die Kirchengemeinde Groß Leuthen zur Superintendentur Lübben. 1857 wurde die einsturzgefährdete Kirche bis auf den Kirchturm abgerissen. Das neu gebaute Kirchenschiff wurde im Rundbogenstil der Schinkelschule errichtet. Es ist ein Feldsteinbau mit Einfassungen von Raseneisensteinen. Der Kirchturm ist aus Backstein und verputzt. Auf dem Turm befindet sich ein oktogonales Obergeschoss und darauf eine Schweifhaube mit Laterne. 1997 wurde die Kirche einer umfassenden Restauration unterzogen.
Das Innere der Kirche ist flachgedeckt, die Ausstattung neu. Die Orgel wurde 1860 von Ferdinand Dinse gebaut und 1984 restauriert. In der Kirche stehen drei Figurengrabsteine für die Groß Leuthener Gutsbesitzer Wilhelm Schenk von Landsberg; Magdalena Schenk, geb. Reuß von Plauen, und das Ehepaar Albrecht und Eva Schenk.
Bis 1961 gehörte die Dorfkirche Groß Leuthen zum Kirchenkreis Lübben, dieser fusionierte danach mit dem Kirchenkreis Calau zum Kirchenkreis Lübben-Calau. 1998 erfolgte die Rückbenennung in Kirchenkreis Lübben. Zum früheren Pfarrsprengel Groß Leuthen gehörten außerdem die Kirchengemeinden Groß Leine und Leibchel. Aus der Kirchengemeinde Groß Leuthen entstand später die Hoffnungskirchengemeinde Groß Leuthen und Umland, in die auch die Dörfer Biebersdorf, Birkenhainichen, Bückchen, Dollgen, Dürrenhofe, Glietz, Gröditsch, Klein Leine, Klein Leuthen, Plattkow, Siegadel und Wiese eingekircht sind. Außerdem fusionierte der Pfarrsprengel Groß Leuthen mit dem Pfarrsprengel Zaue zum Pfarrsprengel Groß Leuthen-Zaue. Seit 2010 gehört Groß Leuthen zum Kirchenkreis Niederlausitz und ist Teil der Evangelischen Kirche Berlin-Brandenburg-schlesische Oberlausitz.